# Augustenborg-Fjord
Der Augustenborg-Fjord oder Augustenburger Förde ist eine 10 km lange Förde an der Westküste von Als, nordöstlich von Als Sund und südöstlich von Als Fjord. Am Ende der Förde liegt die alte Herzogstadt Augustenborg in einer hügeligen Moränenlandschaft mit steil abfallendem Gelände in Richtung des Stadthafens und in Richtung des östlichen Teils des Fjords, Lillehav, der vom Fjord durch einen Damm getrennt ist.